# Ponto de estrangulamento

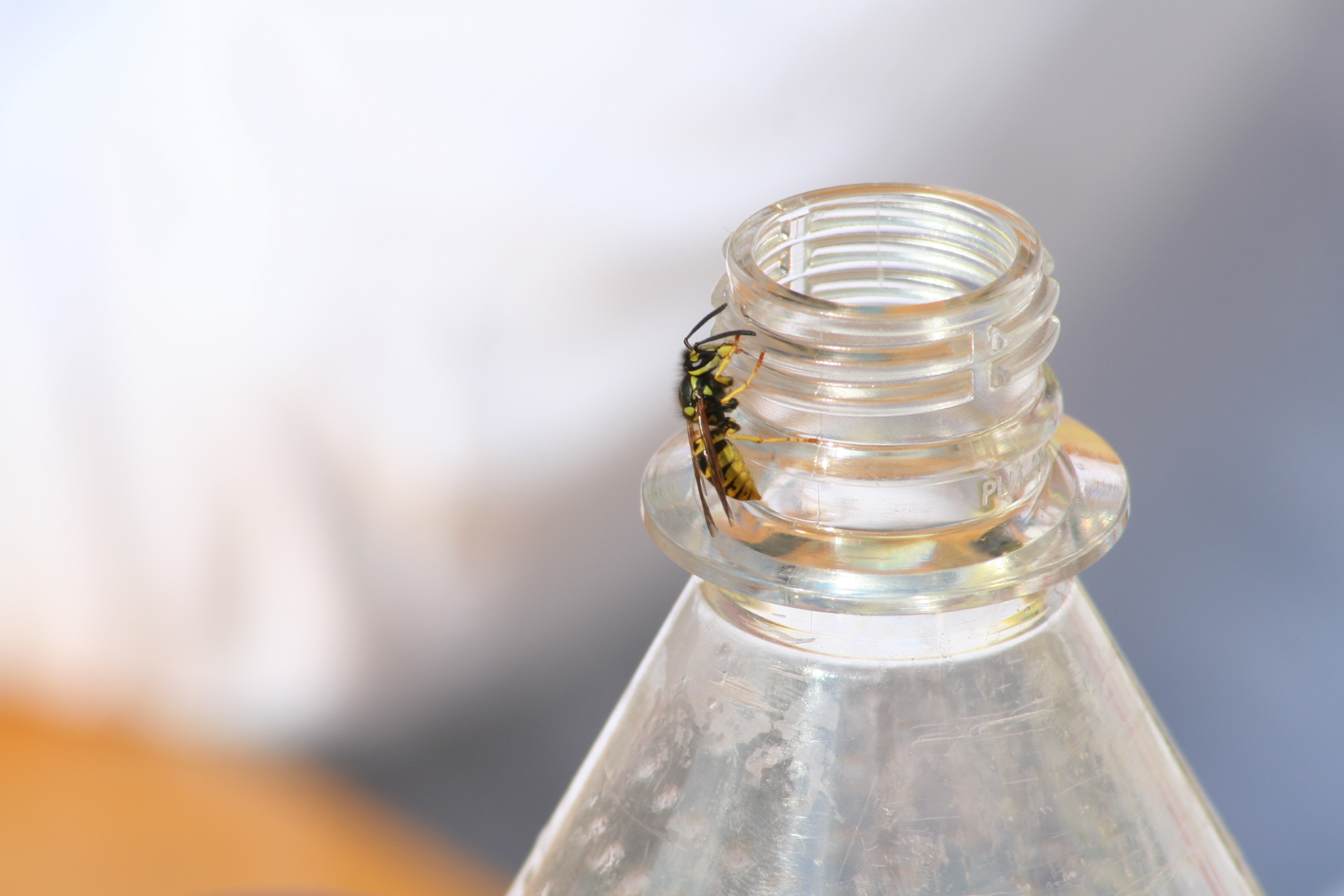
Figura 1 - Exemplo do gargalo de uma garrafa.

Ponto de estrangulamento, gargalo ou restrição é uma designação do componente que limita o desempenho ou a capacidade de todo um sistema, que se diz ter um estrangulamento (Chase et al., 1995, p. 842). Trata-se de uma derivação metafórica do gargalo de uma garrafa (Figura 1), na qual a velocidade de saída do líquido é limitada pela dimensão do gargalo (Dicionário, 2009).
Qualquer indústria, empresa ou serviços, encontram-se sujeitos a algumas restrições que limitam o seu processo produtivo, restrições essas designadas por estrangulamentos (Carvalho, 2004). 
Os estrangulamentos são alvos de estudos intensivos e minuciosos pelo simples facto de serem pontos críticos de sistemas, precisando para tal, que as suas operações sejam protegidas (Chase et al., 1995, p. 851), dado que, uma hora ganha num estrangulamento representar uma hora extra ganha para todo o sistema produtivo, além de, ser o ponto de estrangulamento que dita o nível de produção diária, o cumprimento de certas metas a nível da constituição de stocks, o que indirectamente acaba por influenciar no cumprimento de prazos de entrega de produtos (Courtois et al., 2007, p. 294).
Por estas razões investir nele representa um ganho (lucro) que pode atingir um valor monetário consideravelmente elevado.
Situação que não acontece quando se investe num ponto de não-estrangulamento, pelo simples motivo, que quaisquer medidas tomadas para reduzir o seu tempo de ciclo servir apenas para aumentar o seu tempo de inactividade (tempo não utilizado: isto é, o tempo de ciclo menos o somatório do tempo de preparação com o tempo de processamento, tempo de fila de espera e o tempo de espera), logo por essa razão uma hora poupada num não-estrangulamento além de ser um milagre representa apenas uma hora (Chase et al., 1995, p. 847, 849).
Também existe o recurso de capacidade restrita (RCR), que é aquele está sujeito a uma utilização muito próxima da sua capacidade produtiva máxima, podendo por isso, «transformar-se» num estrangulamento caso não seja utilizado moderadamente. Exemplificando, estando o RCR a trabalhar numa instalação funcional proveniente de diferentes origens. Se estas mesmas origens possuírem um fluxo, que de certa maneira, contribua para a existência de tempo de inactividade ocasional para o RCR em excesso do seu tempo de capacidade não aproveitado, o RCR torna-se num estrangulamento. A origem deste problema, deve-se ao facto da ocorrência de alterações nas dimensões dos lotes, ou se uma das operações anteriores não rende e não faculta o trabalho necessário e suficiente ao RCR (Chase et al., 1995, p. 842). 

## Logística interna

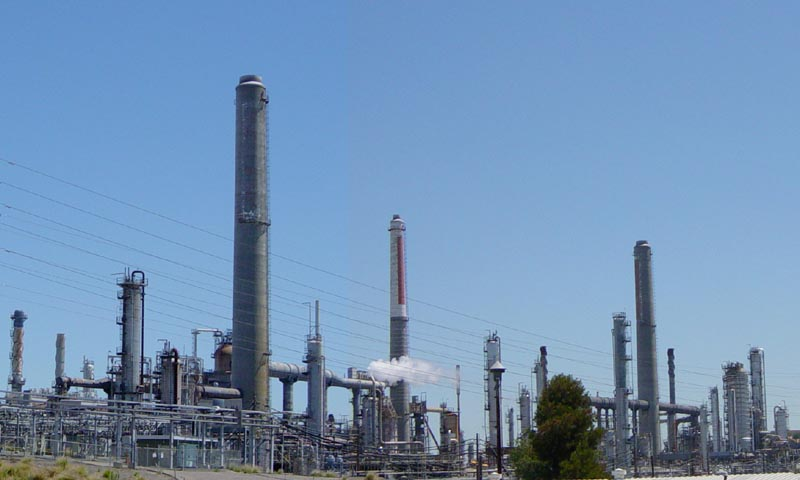
Figura 2 - Vista de uma zona industrial.

Com a constante actualização das indústrias (Figura 2), homens (conhecimento) e máquinas tornaram-se os elementos críticos dos sistemas de produção (Pinto, 1998, p. 9). A capacidade produtiva de uma indústria deve estar adequada às necessidades do mercado, para tal, é fundamental evitar situações de excessos ou situações de subcapacidade. Quando a capacidade é excessiva, isto implica a existência de recursos não aproveitados o que acaba por originar custos elevados. Por outro lado, quando a capacidade é reduzida, corre-se o risco de perder vendas o que contribui, em muito, para o surgimento da concorrência (Roldão et al., 2004, p. 200). Neste contexto, a capacidade está relacionada com a capacidade estimada, que tem em consideração as avarias e todos os diversos imprevistos que possam vir a ocorrer.
Esta é uma capacidade normalmente desconhecida pelos utilizadores dos recursos, o que contribui para dificultar o tempo de resposta à procura dos produtos (Courtois et al., 2007, p. 293). 
A gestão dessa capacidade é um grande desafio para as fábricas / indústrias, dado que, só muito recentemente se começou a olhar para a capacidade como algo limitado (Pinto, 1998, p. 5).
Certas linhas de produção enfrentam grandes problemas, devido ao facto de possuírem estrangulamentos que dependem das mudanças dos requisitos do mercado e dos picos da procura de um ou de outro produto em especial. Estes casos, possibilitam que os estrangulamentos possam ter diferentes origens todas as semanas, dificultando em muito qualquer possível solução encontrada (Carvalho, 2004).

### Consequências
Numa fábrica sujeita a postos, pontos ou operações que são estrangulamentos, as consequências mais evidentes são: 
- A constituição de um certo nível stock, normalmente difícil de reabsorver a menos que se imobilizem, temporariamente, todas as máquinas situadas antes do estrangulamento. Observação: Para evitar o acumular deste stock, recorre-se a sistemas de informações, que devem actuar apenas entre o ponto de estrangulamento e o primeiro ponto logo a seguir na linha de montagem (Courtois et al., 2007, p. 308, 309).
- Aumento do lead time (Pinto, 1998, p. 8).
- Perturbações no normal funcionamento do sistema de produção (Courtois et al., 2007, p. 294).
- Dificuldades no comprimento de planos de produção (Courtois et al., 2007, p. 318).
- Obstrução das áreas de produção, devido ao acumular de stocks (Béranger, 1989, p. 33).
- Aumento no custo de produção (Pinto, 1998, p. 8).

### Detecção
Existem várias formas de encontrar o estrangulamento de um sistema:
- Um posto de trabalho com acumulação considerável de stocks a montante é muito provavelmente um ponto de estrangulamento (Courtois et al., 2007, p. 306).
- Nas situações em que os produtos acabados são, sistematicamente, entregues fora de prazo, conclui-se que estão a ser fabricados num ponto de estrangulamento (Courtois et al., 2007, p. 306).
- Utilizar o conhecimento da fábrica, ver o sistema em funcionamento e conversar com os trabalhadores e supervisores sobre possíveis problemas que possam acontecer (Chase et al., 1995, p. 848).

### Causas possíveis
Os estrangulamentos podem ser originados por (Roldão et al., 2004, p. 203, 202):
Factores operacionais
- Máquinas (Figura 3)

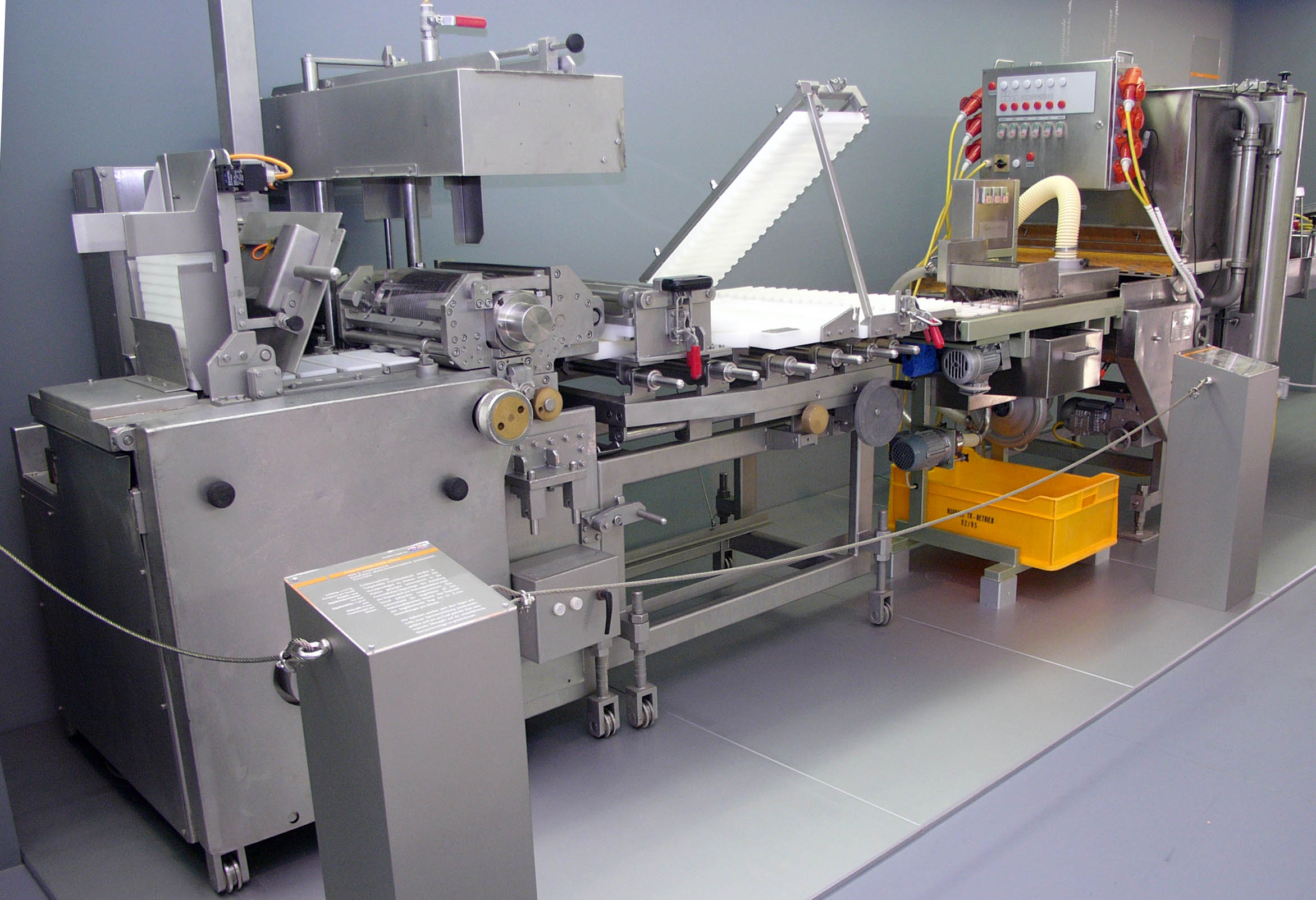
Figura 3 - Exemplo de uma maquina industrial.

  - Quando é introduzido um novo equipamento, no inicio, ele requer alguma afinação, o que impede o normal funcionamento do processo. Existe, também um período de adaptação, durante o qual o operador ainda não sabe e não se sente confiante para trabalhar com o equipamento normalmente. Com o passar do tempo, volta a ser um problema, devido ao facto de estar ultrapassada, tendo, como consequência directa, uma constante necessidades de manutenção, o que vai implicar paragens constantes na linha de montagem.
- Afinação desnecessária das máquinas
- Avarias
- Tempo de mudança de ferramentas (Courtois et al., 2007, p. 317).
- Utilização de ferramentas especializadas, uma vez que o seu manuseio exige um pré-conhecimento das mesmas.

Factores humanos

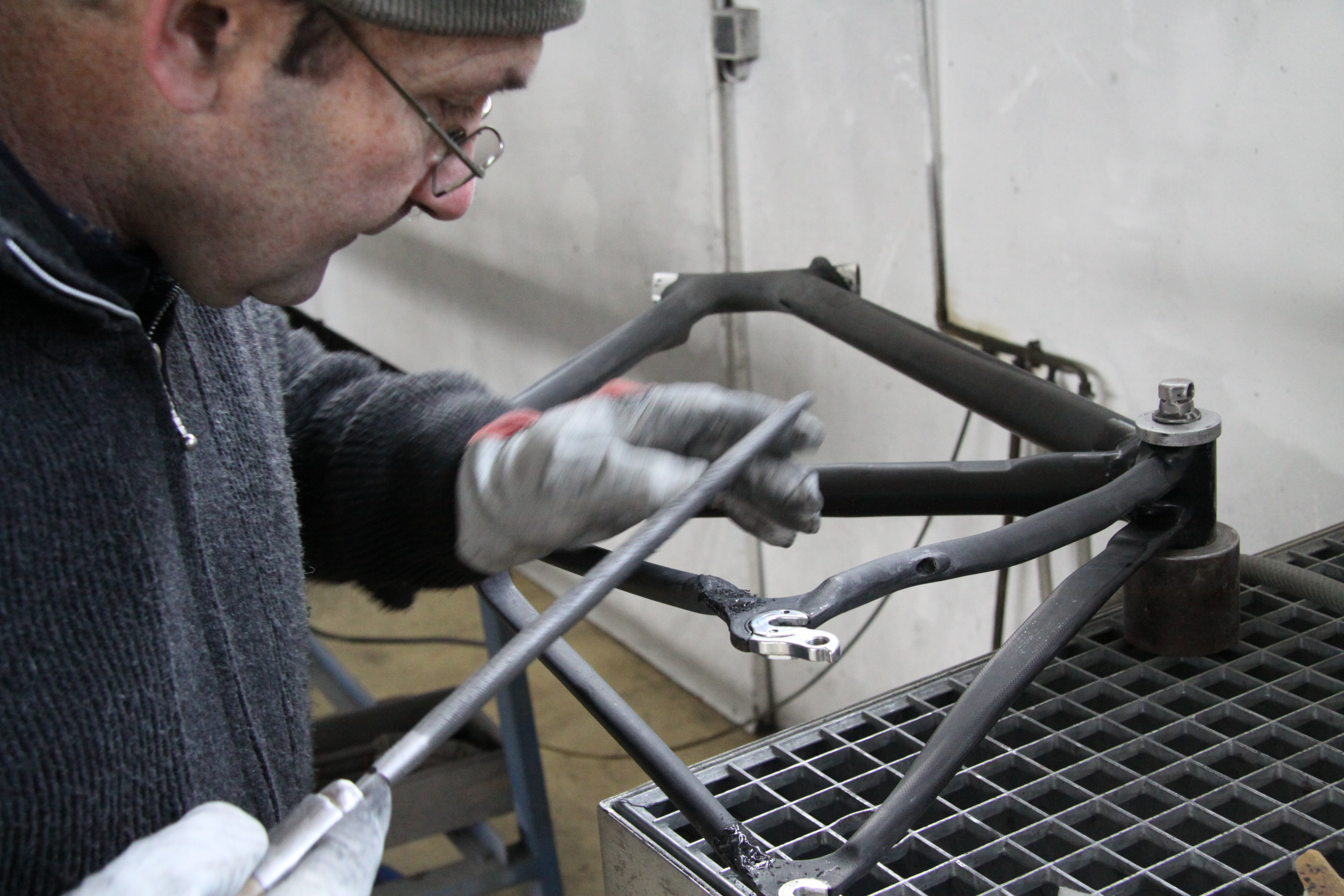
Figura 4 - Exemplo de mão-de-obra.

- Mão-de-obra pouco ou altamente especializada (Figura 4)
  - Relativamente à mão-de-obra pouco especializada, ela é um constrangimento pois durante algum tempo, além de trabalhar com uma cadência inferior à média também requer uma supervisão constante e comete vários erros (Zeyher, 1974, p. 83).
  - Relativamente à mão-de-obra altamente especializada, ela pode ser considerada um constrangimento quando, subestima as capacidades dos operadores achando que sabe resolver todos os problemas (Campiglia et al., 1974, p. 60).
- Não polivalência da mão-de-obra (Courtois et al., 2007, p. 318).
- Vontade / motivação
- Vencimento / incentivos / redução horária
- Absentismo
- Conteúdo do trabalho

Factores externos
- Existência de regulamentações governamentais
- Acordos sindicais
- Fiabilidade dos fornecedores (Courtois et al., 2007, p. 318)
- Regulamentação de segurança
- Normas de controlo ambiental
- Normas dos produtos

Instalações fabris (Figura 5)

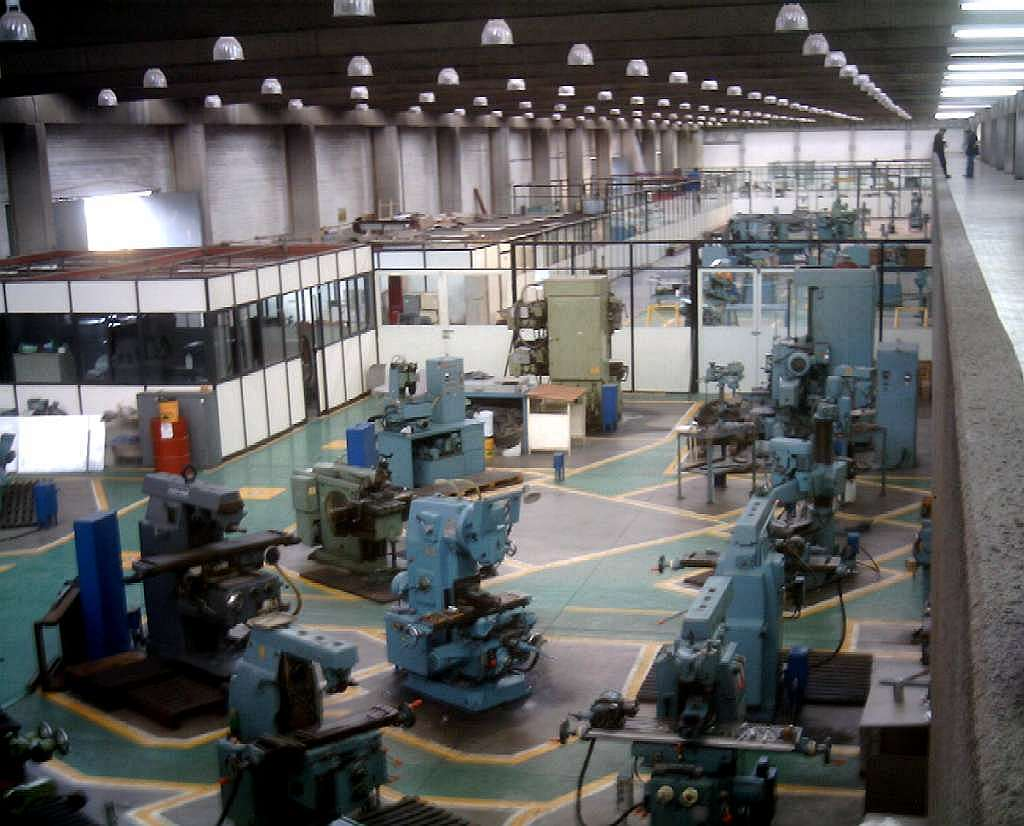
Figura 5 - Exemplo de uma instalação fabril.

- Um Layout desajustado dificulta a programação de encomendas. Sempre que possível, deve-se optar por um layout em linha, em que o equipamento se apresenta pela ordem de fabrico, facilitando, desta forma, a emissão e a atribuição de trabalhos (Pinto, 1998, p. 4).
- Concepção
- Uma má decisão na altura da escolha da localização traduz-se em custos. Custos esses que por vezes são complicados de quantificar (como por exemplo: disponibilidade de mão de obra; regulamentações governamentais; comunidade; clima; acessibilidades) (Roldão, 2004, p. 243).
- Ambiente externo

Processo
- Capacidades quantitativas
- Capacidades qualitativas
- Velocidade inadequada entre dois postos consecutivos
  - Se o Posto «A» trabalha uma velocidade de 100 peças/hora e o posto «B» que alimenta o Posto «A», trabalhar a 150 peças/hora, isso origina um acumular de stock indesejado, o que acaba por influenciar o desempenho do operador. Este sentirá uma pressão psicológica por ter uma acumulação de stock. Consequentemente, vai tentar aumentar a sua velocidade de trabalho, o que, normalmente, não é aconselhável porque provavelmente a «pressa» vai implicar que os processos de produção sejam encurtados, podendo, com isso, originar produtos finais com qualidade duvidosa (pondo em risco o nome da empresa/ fábrica) (Chase et al., 1995, p. 422).
- Dimensão do produto Figura 6 - Exemplo de uma linha de montagem em duas etapas.

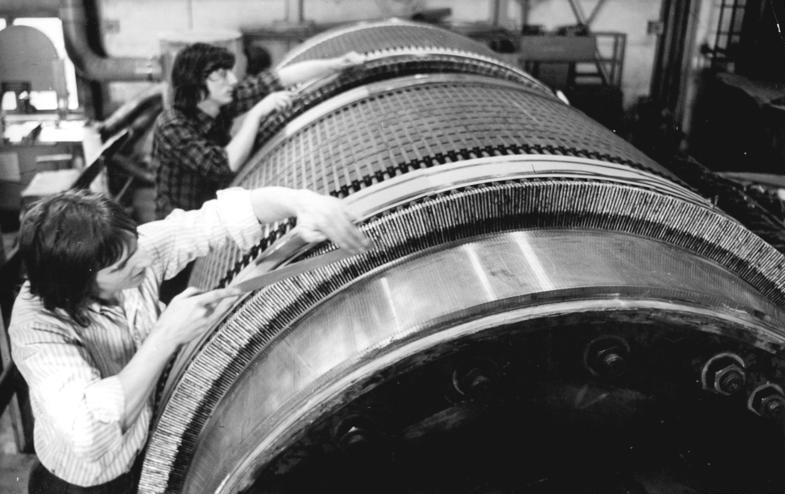
Figura 6 - Exemplo de uma linha de montagem em duas etapas.

  - Se o produto tiver grandes dimensões isto implica uma dependência entre os postos de trabalho, o que indirectamente causa um constrangimento na linha de montagem (Chase et al., 1995, p. 421, 422). Veja-se o exemplo ilustrado na Figura 6, dois operadores estão a trabalhar numa linha em duas etapas em que o output do Operador 1 (da camisa preta) é dado ao Operador 2 (camisa branca):
    - Se o Operador 1 estiver a trabalhar lentamente, fará com que o Operador 2 tenha que esperar.
    - Se o Operador 1 estiver a trabalhar rapidamente, mas com o Operador 2 a trabalhar lentamente isso fará com que o Operador 1 tenha que esperar que 2 acabe, para iniciar uma nova actividade.

### Minimização dos efeitos
Uma vez identificado o ponto «crítico», ou seja, o mais lento há que tentar melhorar o seu desempenho, pois qualquer redução conseguida no tempo do processo produtivo é um enorme ganho para todo o sistema em si (Carvalho, 2004).
As formas possíveis de minimizar as consequências do ponto de estrangulamento são (Courtois et al., 2007, p. 298, 305, 306, 308 e 341):
- Efectuar controlos de qualidade nas máquinas que o antecedem.
  - Deixando passar apenas as peças de qualidade com o objectivo de dar melhor uso ao tempo disponível no ponto crítico, uma vez que, o bom senso garante que um produto de qualidade é sinónimo de ganho de competitividade.
- Utilizar o ponto de estrangulamento no seu rendimento máximo, o que acaba directamente por contribuir para a obtenção de horas de produção.
  - Utilizando mão-de-obra de melhor qualidade.
  - Reduzindo o do tempo de preparação.
- Proteger os mesmos da má utilização, com o objectivo de minimizar as ocorrências de avarias.
- Garantir a assistência técnica para o turno nocturno (situação que geralmente é negligenciada) (Zeyher, 1974, p. 84).
- Valorizar a experiência adquirida pelos operadores ao longo dos tempos, pois em caso de avarias, eles são uma boa fonte de consulta sobre as possíveis causas e as possíveis soluções a adoptar.
- Utilizar os tempos disponíveis nos postos de não-estrangulamento, para a realização de manutenção nos mesmos. Para tal, os operadores terão de ter alguma formação em manutenção.
- Aprovisionar os gargalos constantemente de modo a poderem produzir, pelo menos, o equivalente à sua capacidade produtiva.
- Optimizar os processos no posto de estrangulameto e em todos os postos posteriores na linha de produção:
  - No posto gargalo o objectivo é não permitir que se perca capacidade a fabricar peças defeituosas.
  - Nos outros postos o objectivo é não danificar pelas operações de maquinagem ou pela montagem o que foi produzido pelo posto de estrangulamento.
- Caso se esteja a produzir um produto muito complexo, deve-se ponderar a hipótese de recorrer à subcontratação ou à compra do produto em vez de produzi-lo (Pinto, 1998, p. 4, 5).

## Abordagens possíveis
Pode-se recorrer à utilização do método chamado teoria das restrições (TOC - Theory Of Constraints), este garante a existência de pelo menos uma restrição em qualquer sistema de produção, que esteja a utilizar a capacidade produtiva máxima (Roldão et al., 2004, p. 220-221), defende também a concentração de todos os esforços na melhoria do elo mais fraco (estrangulamento), dado que é este que determina o desempenho global do sistema em causa (Carvalho, 2004).
- A sua essência baseia-se em toda identificação da restrição e posteriormente na sua eliminação de resíduos. Uma vez que, logo após da eliminação do problema, o desempenho do sistema melhora até que seja encontrada uma nova restrição. Neste contexto, a restrição é encarada como sinónimo de possibilidade de melhoria e não como algo negativo e prejudicial para o sistema produtivo.
- Segundo TOC as restrições podem ter origens físicas (exemplo: equipamentos), humanas (exemplo: qualificação e comportamento) e de gestão (exemplo: procedimentos e regulamentações) (Roldão et al., 2004, p. 221).

## Exemplos de estrangulamentos
| Exemplo | Descrição | Figura |
| 1       | Neste caso o sistema é formado por um conjunto de computadores ligados por uma LAN, que se encontra limitado pelo computador que possui a ligação de 1Mb/s (estrangulamento deste sistema). Embora todos os outros tenham ligações de 54Mb/s a velocidade deste sistema será 1Mb/s.                 |        |
| 2       | Esta imagem mostra que num computador o ponto de estrangulamento é a memória RAM independentemente da capacidade do CPU. |        |
| 3       | Este é um exemplo típico de um congestionamento causado por uma avaria / acidente, numa estrada movimentada durante a hora de ponta. A consequência mais evidente é a formação de filas de carros que podem atingir quilómetros de comprimento.                                                     |        |
| 4       | Considerando o sistema formado pelo aeroporto, avião e passageiros, o elo mais fraco (estrangulamento) é o avião pois quando chega mais tarde do que o previsto, contribui para a formação de um aglomerado de passageiros no aeroporto, perturbando dessa maneira o normal funcionamento do mesmo. |        |
| 5       | Caso típico de estrangulamento, numa linha de montagem. O sistema inicialmente possui a capacidade para ter quatro linhas de plataformas, mas a certa altura, devido a alguma restrição esta capacidade foi restringida para apenas uma linha de plataforma.                                        |        |
| 6       | Considerando o fluxo de pessoas à saída da estação ferroviária como um sistema, então, o que limita o seu normal funcionamento são as escadas, pois contribui para o estreitamento do fluxo e consequentemente para a redução da velocidade deste sistema.                                          |        |

## Conclusões
- Para fazer fase ao universo industrial cada vez mais competitivo, as empresas deverão combater as limitações causadas pelos estrangulamentos. Eliminar as causas das limitações, é um problema que exige muita dedicação e não acomodação aos efeitos causados pelos mesmos. Adequar a cadência de produção ou o número de máquinas a utilizar nas diferentes etapas de produção, ajuda a resolver certas situações de estrangulamentos (Béranger, 1989, p. 41, 31).
- Um estrangulamento é:
  - Definido como qualquer componente cuja capacidade é inferior à procura colocada nele (Chase et al., 1995, p. 842).
  - Um processo que limita o rendimento, precisando por isso, de uma supervisão constante e cuidadosa, de modo a reduzir ao máximo o seu impacto sobre a eficiência do sistema (Pinto, 1998, p. 15).
  - Aquele ponto do processo e produção em que a circulação se estreita para uma passagem reduzida (Dicionário, 2009).
  - Por vezes difícil de se identificar (Carvalho, 2004).
- Numa linha de montagem:
  - Investir num ponto de estrangulamento nunca representa prejuízos muito pelo contrário (Chase et al., 1995, p. 849).
  - Um estrangulamento pode ocorrer a qualquer momento ao longo de um conjunto de operações (Cox et al., 1998, p. 24).
  - Um imprevisto um ponto de estrangulamento, dará origem a uma reacção em cadeia que irá afectar seriamente todo o sistema produtivo  (Courtois et al., 2007, p. 294).
  - Qualquer ganho obtido ao nível do aumento do desempenho, representa um enorme ganho para todo sistema (Carvalho, 2004).
- A  teoria das restrições (TOC) é considerada como um complemento de métodos como a qualidade total e o MRP II (Courtois et al., 2007, p. 309).
- A teoria das restrições (TOC) mostra que são os estrangulamentos que determinam por completo as regras e as condições de produção de um sistema produtivo (Roldão et al., 2004, p. 221).
  - Este método possui dois objectivos (Courtois et al., 2007, p. 309):
    - A curto prazo, gerir a fábrica o melhor possível, tendo o conhecimento de todos os seus problemas.
    - A longo prazo, eliminar todos esses problemas (pontos de estrangulamento), dado que, a nível competitivo, não é muito sensato continuar com poder de resposta inadequado incapaz de satisfazer a procura do mercado.
- Os dois maiores estrangulamentos que o sistema de produção tem que lidar são, a restrição da capacidade e a procura do mercado (Carvalho, 2004).
- Como a descoberta de estrangulamentos tende a sobrepor-se à sua resolução, isso contribuiu, para a mudança da forma de pensar dos gestores de operações. Uma vez que, passaram a pensar primeiro nas consequências das suas escolhas, invés de pensarem logo na forma de resolver o problema (Pinto, 1998, p. 12).
- Qualquer que seja o problema (estrangulamento) diagnosticado numa indústria, a sua resolução dificilmente terá custos reduzidos (Béranger, 1989, p. 22).
- Gerir a capacidade de um sistema é lidar com os estrangulamentos, prevendo as suas ocorrências e minimizando os seus efeitos (Pinto, 1998, p. 16).
- Após a identificação do estrangulamento, deve-se adoptar uma unidade de medida que se seja coerente em termos de tal identificação. Por exemplo, se uma fábrica produzir apenas um produto, a unidade de medida do gargalo pode ser Produtos/ Hora, se for produzido uma variedade de produtos (ou apenas um, mas com várias variações), o Mix de produtos dirá qual a unidade de medida mais apropriada nessa situação (Pinto, 1998, p. 5, 6).
- Ao contratar pessoal novo, estes deverão ser adequadamente instruídos por superiores a fim de não comprometerem o desempenho do sistema (Zeyher, 1974, p. 83), os mesmos deverão estar rodeados por condições ideais, que os permita alcançar uma eficiência óptima (Campiglia et al., 1974, p. 59).
- Relativamente ao recurso de capacidade restrita (RCR), é essencial evitar transforma-lo de um ponto de não-estrangulamento, para um ponto de estrangulamento quando se altera as dimensões dos lotes (Chase et al., 1995, p. 849).